# Huelga sexual

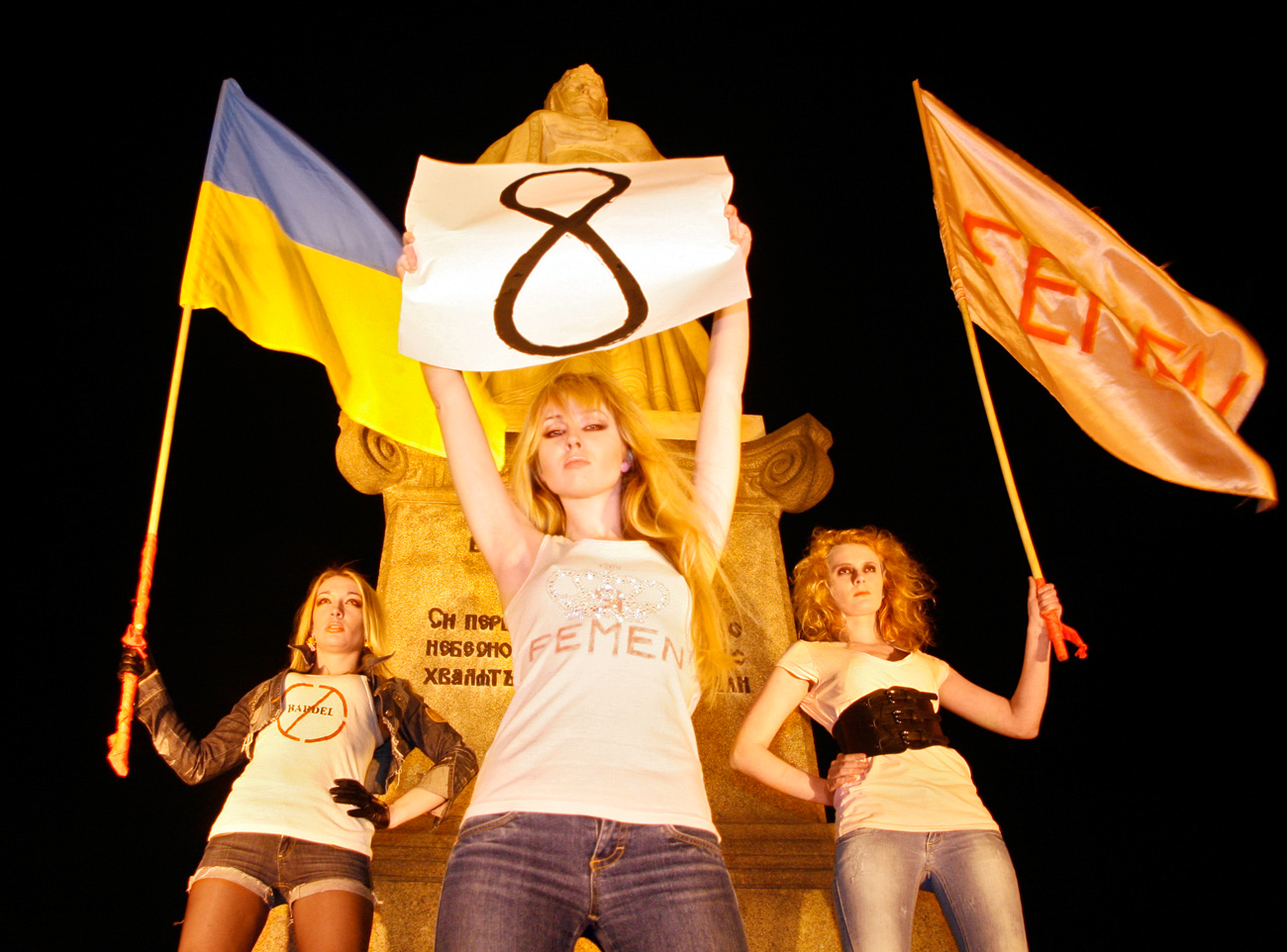
Grupo ucraniano Femen llamando a una huelga sexual para protestas en contra de la explotación sexual.

Una huelga sexual, huelga de sexo,  huelga de piernas cruzadas o boicot sexual es una huelga en la que una o varias personas de distinto sexo, generalmente mujeres, se abstienen de mantener relaciones sexuales con sus cónyuges o parejas para alcanzar ciertos objetivos políticos o sociales. Las huelgas sexuales de las que se tiene noticia han sido realizadas por mujeres que han negado a sus compañeros o maridos la práctica de relaciones sexuales con el objeto de presionar para la resolución de un conflicto, lograr una reivindicación o conseguir la paz en una guerra.

## Historia

### Literatura de la Antigua Grecia (sigloVa.C.)
El más famoso ejemplo de huelga sexual en el arte de la Antigua Grecia es la obra de teatro Lisístrata, de Aristófanes, una comedia antimilitarista y de resistencia no violenta representada por primera vez en el 411 a. C. En la obra las mujeres, encabezadas por Lisístrata, niegan las relaciones sexuales a sus maridos, como parte de su estrategia para garantizar la paz y poner fin a la guerra del Peloponeso.
En un contexto social, que favorecía a los hombres frente a las mujeres, Aristófanes tuvo el valor de escribir una obra en la que quiso ilustrar esta palpable desigualdad y que constituyó uno de los primeros actos de protesta feminista de la historia; aunque fuera desde el anfiteatro. La obra fue representada por primera vez en el año 411 a. C, en donde la paz era tan necesaria que, de esta manera, Lisístrata encontró una singular táctica para alcanzarla: si querían obligar a sus maridos a firmar la paz, debían abstenerse a practicar sexo con ellos, aunque las mujeres dudaban que se cumpliera pues estos podrían llegar a forzarlas. Finalmente, el acuerdo se selló con un sacrificio y un juramento que Lisístrata dicto a las demás, en el que de nuevo se describían de manera explícita los usos sexuales y bajo el cual se comprometían a cumplir con el fenómeno de abstinencia, en donde los amantes también estaban incluidos. De esta manera, Lisístrata, la que disuelve los ejércitos, se convirtió en la mujer que instigó la primera huelga feminista desde su papel protagonista en la obra homónima de Aristófanes en donde, junto a sus compañeras Cleonice, Mirrina y Conciliación, desafiaron al poder establecido y defendieron soluciones pacíficas frente a los demagogos que empujaban al pueblo a una eterna guerra fratricida.

### Liberia (2003)
La huelga de sexo fue clave para la paz. En 2003, Leymah Gbowee y la asociación Women of Liberia Mass Action for Peace organizó una protesta no violenta que incluía huelga sexual. Como resultado de la protesta, las mujeres fueron capaces de lograr la paz en Liberia después de 14 años que duraba la Segunda guerra civil liberiana lo que ayudó a llevar al gobierno del país, a la primera mujer en la historia de Liberia, Ellen Johnson-Sirleaf. Ella y Leymah Gbowee recibieron el Premio Nobel de la Paz en 2011.
En 2002, Leymah Gbowee (una de las tres mujeres galardonadas con el premio Nobel de la Paz), decidió congregar a mujeres tanto cristianas, como ella, y musulmanas en el grupo Women of Liberia Mass Action for Peace. Todas las integrantes del grupo comenzaron a reunirse en lugares públicos sin distinción de etnia ni religión, vestidas de blanco para rezar conjuntamente a favor de la paz. Su acto más significante fue la convocación a una “huelga sexual” en Liberia, con el fin de forzar a los hombres a deponer las armas en un país que, en poco más de una década, vivió dos terribles guerras civiles (1989-1996 y 199-2003) que causaron la muerte de alrededor de 200.000 personas. Después de muchos obstáculos, consiguieron reunirse con el quien entonces era presidente de Liberia, Charles Taylor, de quien obtuvieron la promesa de que se comenzaría a implementar una serie de negociaciones de paz con los grupos rebeldes y, tras la firma de los acuerdos que pusieron fin a la guerra, Gbowee se integró en la Comisión de la verdad y la Reconciliación.

### Colombia (2006-2011)
Un intento de huelga de sexo tuvo lugar en octubre de 1997, cuando el jefe de la Fuerzas Militares de Colombia, el general Manuel Bonnet pidió públicamente una huelga de sexo entre las esposas y novias de los miembros de las guerrillas, de los narcotraficantes, y de los paramilitares (véase Facciones del conflicto armado en Colombia), como parte de una estrategia -junto con vía diplomática- para lograr un alto el fuego. Los guerrilleros ridiculizaron las iniciativas, señalando el hecho de que había más de 2.000 mujeres en su ejército. 
En septiembre de 2006 numerosas esposas y novias de los miembros de una banda de Pereira en Colombia, iniciaron una huelga sexual denominada Huelga de piernas cruzadas para frenar la violencia de las pandillas, en respuesta a las 480 muertes por violencia de las pandillas en la región. Según la portavoz Jennifer Bayer, el objetivo específico de la huelga era forzar a los miembros de pandillas a entregar sus armas en cumplimiento de la ley. Según ellos, muchos miembros de pandillas que habían participado en crímenes violentos para lograr reconocimiento y tener atractivo sexual. La huelga pretendía enviar el mensaje de que quien no entregara las armas y no dejara de participar en actos violentos perdería su estatus y su atractivo sexual. En 2010 la ciudad mostró el mayor descenso de la tasa de homicidios en Colombia, al bajar un 26,5%.
En 2011 las mujeres del municipio de Barbacoas, departamento de Nariño emprendieron una huelga de piernas cruzadas que duró 3 meses y 19 días con el objetivo de que se construyera una carretera que uniera al pueblo con la red viaria de Colombia. Ellas exigían a sus maridos que se sumaran a su reclamación para la construcción y pavimentación de una carretera de 57 kilómetros. La huelga funcionó y el proyecto salió adelante con el apoyo del ministro de Transporte.

### Nápoles, Italia (2008)
En vísperas del Año Nuevo de 2008 cientos de mujeres napolitanas se declararon en huelga relegando a sus esposos y amantes a "dormir en el sofá" a menos que tomaran medidas para prevenir que los fuegos artificiales produjeran daños serios a la salud y la propiedad. 

### Kenia (2009)
En abril de 2009, un grupo de mujeres de Kenia organizaron una huelga sexual de una semana de duración cuyos destinatarios fueron los políticos de Kenia. La huelga fue promovida por las esposas del presidente y el primer ministro de Kenia ofreciendo pagar incluso a las prostitutas que se sumaran a la huelga por los ingresos perdidos. El objetivo era forzar a los rivales políticos a llegar a acuerdos.
Varios meses, tanto el presidente de Kenia, Mwai Kibaki, y el primer ministro, Raila Odinga, estuvieron sumidos en una serie de discrepancias que tuvieron paralizado al país y que sólo en 2008 dejó 1.500 personas muertas y desplazó a 300 mil más. En este sentido, un grupo feminista, denominado G10, junto la esposa del primer ministro Keniata Ida Odinga, promovieron a una huelga sexual que tenía como fin que, con la negativa de mantener relaciones sexuales durante siete días, obligue a los rivales a reconciliarse y volver a la mesa de negociación. En palabras de Odinga, este boicot de sexo no era en señal de castigo, sino una acción para atraer la atención sobre el asunto.

### Turquía (2009)
En 2009 las mujeres de Irka, en Turquía, decidieron protestar ante sus maridos por la escasez de agua en la localidad. Plantearon una huelga de sexo ya que consideraban que los hombres no hacían nada por solucionar la falta de agua.
Las mujeres pertenecientes al pueblo del sur de Turquía, en 2009 decidieron manifestarse por medio de una huelga sexual en protesta por la falta de agua en la localidad, lo que las obligaba a transportarla desde grandes distancias. De esta manera, Ozturk, militante del principal partido de la oposición, el Partido Republicano del Pueblo (CHP), presentó la iniciativa femenina ante la prensa, y explicó que cuando visito la localidad de Kirca, en la provincia sureña de Mersis, sus mujeres se quejaron de que la fuente del pueblo no tiene agua debido a la sequía. En este sentido, culpó al Gobierno turco y al primer ministro, Recep Tayyip Erdoğan de esta crisis, que llevó a los matrimonios de Kirca al borde de la separación.

### Ucrania (2010)
En 2010, las mujeres ucranianas recurrieron a una huelga sexual en protesta a las humillantes declaraciones y política discriminatoria del entonces ministro, Mikola Azarov Azarov había declarado que, cuando formaron gobierno, eligieron a personas que pudieran trabajar 16 horas al día, incluidos los fines de semana, que pudieran tomar responsabilidades y que no tuvieran miedo a decir “no” a sus jefes, en clara alusión a su idea de que el género femenino era incapaz de cumplir tales requisitos.

### Bélgica (2011)
En febrero de 2011 por Marleen Temmerman la senadora socialista flamenca propuso la realización de una huelga de sexo con el objeto de presionar para la formación de un nuevo Gobierno en Bélgica, ya que llevaba 241 días sin formarse.
Desde las elecciones legislativas del 13 de junio de 2010, Bélgica no contaba con la presencia de un Gobierno debido a los existentes desacuerdos entre los flamencos en el norte y los valones del sur. En este sentido, la senadora flamenca Marleen Temmerman hizo un llamado a todas las mujeres belgas, y especialmente a las parejas de los políticos importantes, de practicar la abstinencia sexual hasta que se pudiera dar la formación de uno, dando a conocer su plan en una entrevista concedida al diario local “Le Soir”. En su página web, Temmerman escribió que el modelo también funcionó en el 2009 en Kenia pero, sin embargo, científicamente nunca fue verificado que la formación del Gobierno keniano hubiera sido influida por la abstención. Asimismo, periódicos belgas advirtieron a la gente de que con acciones como esta ridiculizarán la política belga.

### Filipinas (2011)
Durante el verano de 2011, las mujeres de una cooperativa costurera de Dado, Mindanao impusieron una semana de huelga de sexo con el objetivo de que terminara la violencia entre dos pueblos y se pudiera reconstruir el pueblo.
Un grupo de mujeres de una zona de Filipinas, castigada por la violencia ha recurrido a su propia y, a tenor de los resultados, infalible arma para poner fin a los combates: una 'huelga sexual'. De hecho, muchas de las mujeres participantes en la cooperativa estaban hartas de no poder entregar sus productos debido a la violencia que había cortado la carretera principal de salida de la aldea. Precisamente, fue una cooperativa de costureras patrocinada por el ACNUR, mujeres de la aldea las cuales pensaron que un buen instrumento para ayudar a reconstruir su pueblo y traer la paz sería iniciar esta 'huelga sexual' lo que, a las pocas semanas del inicio de la huelga, la carretera principal del pueblo volvió a abrirse y los combates cesaron. De esta manera, las mujeres de la cooperativa de costura, junto a otros habitantes del pueblo, fueron capaces de ofrecer su mercancía y comenzar a reactivar la economía.

### Togo (2012)
Mujeres togolesas realizaron una huelga de sexo durante una semana para exigir la dimisión de Faure Gnassingbé, presidente del país.
Las mujeres togolesas se declararon en huelga de sexo, por el régimen de una semana, con el fin de tratar de movilizar a sus parejas para que lleven a cabo acciones significantes para provocar la salida del presidente Gnassingbé del poder. Isabelle Ameganvi activista del boicot, pidió a las mujeres que sigan el ejemplo de las liberianas, las cuales tomaron la misma medida para acelerar la llegada de la paz durante la guerra civil de aquel entonces, "al que nos dirige (en alusión a Gnassingbé) le gustan las relaciones sexuales, por lo que invito a las togolesas a abstenerse de verle esta semana" dijo Ameganvi.

### Sudán Del Sur (2013)
El conflicto se inició el 15 de diciembre de 2013, cuando un grupo de seguidores del exvicepresidente Riek Machar intentó dar un golpe de Estado para deponer al Presidente Salva Kiir. Desde entonces, miles de hombres, mujeres y niños tuvieron que abandonar sus hogares y refugiarse en países vecinos, además de los cientos de personas que murieron, las decenas de mujeres que sufrieron violencia sexual y el gran número de menores que fueron forzados a luchar como soldados en las filas rebeldes, principalmente. En este sentido, un grupo de mujeres activistas por la paz realizó un llamamiento a todas las mujeres del país y a las que viven en la diáspora para que se nieguen a mantener relaciones sexuales con sus maridos hasta que el actual conflicto que vivía el país fuera solucionado.

### Tokio (2014)
El gobernador de Tokio, Yoichi Masuzoe, Exministro de salud y miembro del conservador Partido Liberal Democrático, se convirtió en el enemigo público número uno entre las mujeres japonesas debido a sus declaraciones, realizadas hace casi un cuarto de siglo, en las que criticaba la participación política femenina porque “la menstruación hace que tomen decisiones irracionales”. En este sentido, las mujeres tokiotas decidieron no mantener relaciones sexuales con los seguidores de Masuzoe que, si bien tendrá resultados inciertos, a buen seguro entorpecerá medidas políticas anunciadas por Masuzoe.

### Movimiento 4B: Corea del Sur 2010 - Estados Unidos 2024
El movimiento iniciado en 2010 en Corea del Sur postula 4 principios; uno de ellos es principios (noes) del Movimiento 4B, es no mantener relaciones sexuales. ESte movimiento tuvo cierta relevancia durante la carrera presidencial de 2024 en Estados Unidos, en oposición al candidato Donald Trump, es la negativa a tener hijos.

## Arte
Además de en la obra clásica Lisístrata, la huelga sexual aparece en distintas obras. 

### Cine
- Absurdistán, (2008) dirigida por Veit Helmer, una comedia alegórica del género art-house.[29]
- La fuente de las mujeres (2011) de director Radu Mihăileanu, ambientada en una aldea remota en algún lugar del Norte de África.